# Liste der Biografien/D
Liste der Biografien |
Portal Biografien |
Personensuche
# |
A |
B |
C |
D |
E |
F |
G |
H |
I |
J |
K |
L |
M |
N |
O |
P |
Q |
R |
S |
T |
U |
V |
W |
X |
Y |
Z |
?
 
Da |
Db |
Dc |
Dd |
De |
Dg |
Dh |
Di |
Dj |
Dk |
Dl |
Dm |
Dn |
Do |
Dq |
Dr |
Ds |
Du |
Dv |
Dw |
Dy |
Dz
Die Liste der Biografien führt alle Personen auf, die in der deutschsprachigen Wikipedia einen Artikel haben. Dieses ist eine Teilliste mit 18 Einträgen von Personen, deren Namen mit dem Buchstaben „D“ beginnt.

## D
- d foy, brian, Programmierer, Fachautor und Consultant
- D Mob (* 1958), britischer Musikproduzent und Remixer
- D Smoke (* 1985), US-amerikanischer Musiker
- D, Johnny, deutscher DJ und Musikproduzent
- D, Thomas (* 1968), deutscher MusikerThomas D (* 1968)
- D-Bo (* 1978), deutscher Rapper
- D-Flame (* 1971), deutscher Rapper
- D-Irie (* 1981), deutscher Rapper

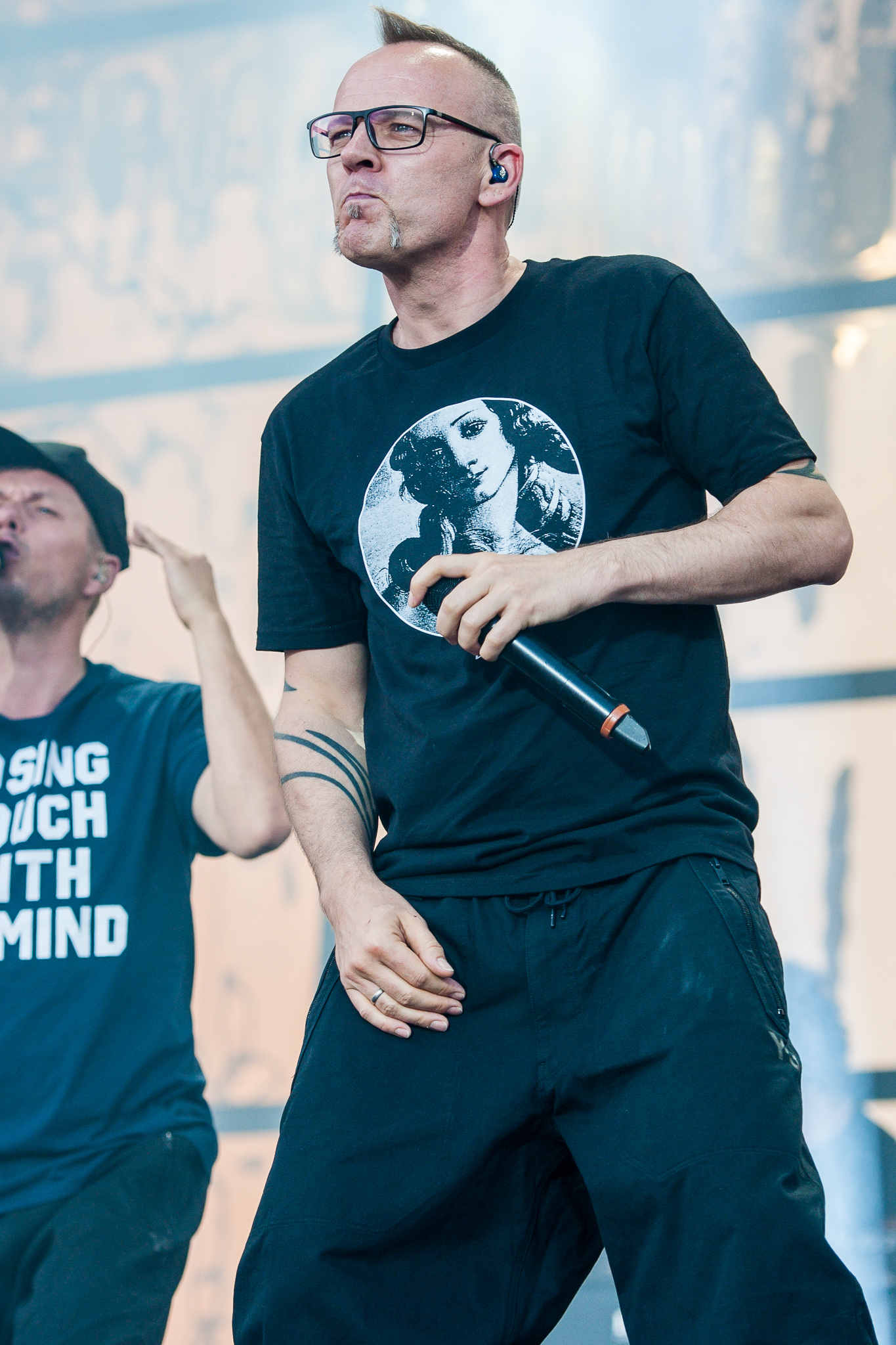
Thomas D (* 1968)

- D-Sturb (* 1995), niederländischer Hardstyle DJ und Musikproduzent
- D., Chris (* 1953), US-amerikanischer Musiker, Schauspieler und Schriftsteller
- D., E., französischer Autor erotischer Romane
- D.B.P.I.T., italienischer Künstler und Trompeter
- D.Kay (* 1979), österreichischer Musik-Produzent
- D.O. (* 1993), koreanischer Sänger und Schauspieler
- D.O.N.S., deutscher House-DJ und Musikproduzent
- D.T.E (* 1992), deutscher DJ
- D1ma, dänischer Rapper und Sänger
- D4vd (* 2005), US-amerikanischer Sänger